# Miriam Rothschild

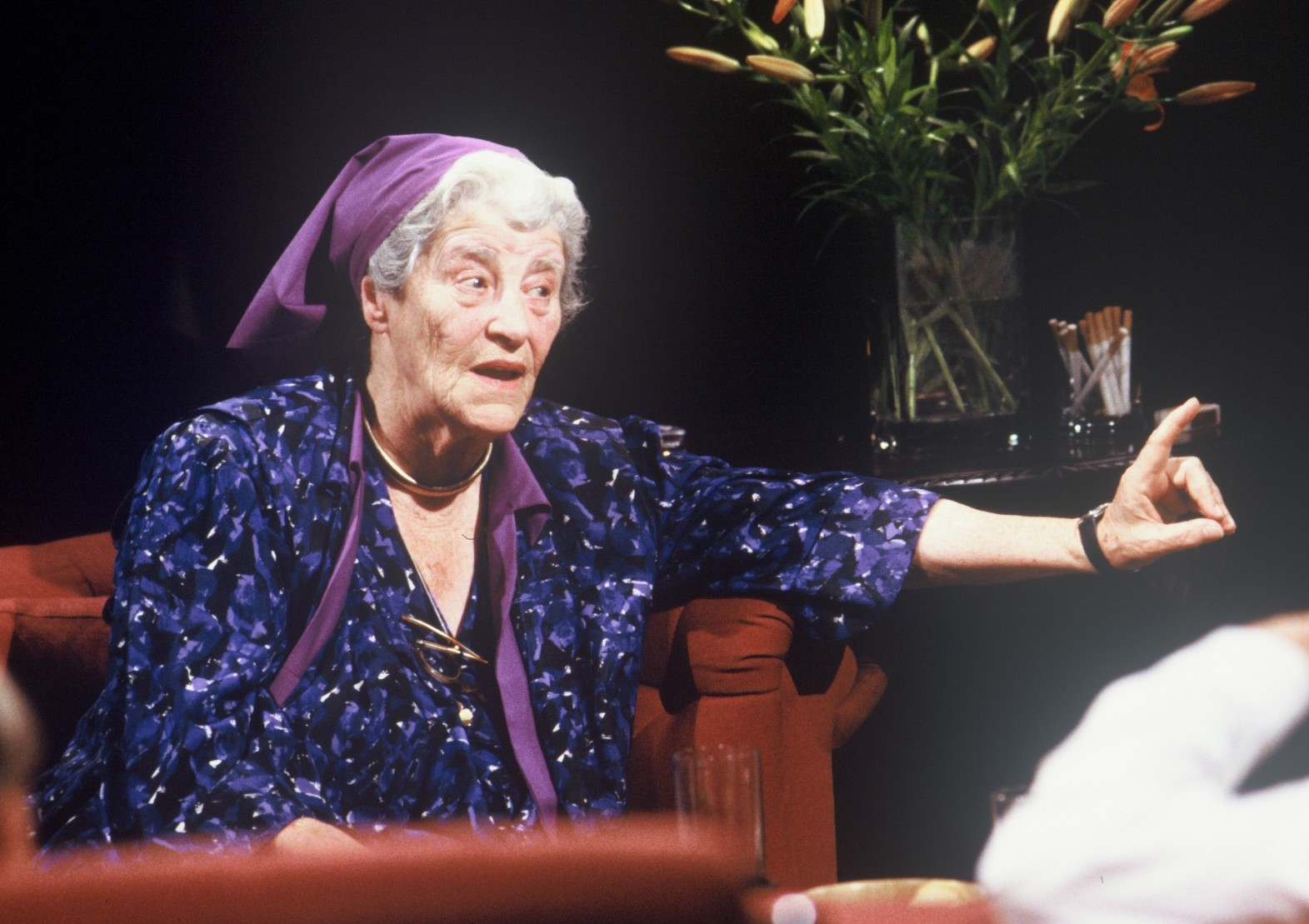
Miriam Rothschild w programie telewizyjnym After Dark (1988)

Miriam Louisa Rothschild (ur. 5 sierpnia 1908 w Ashton Wold, zm. 20 stycznia 2005) – brytyjska uczona, zoolog i entomolog.
Pochodziła ze słynnej rodziny bankierów, była córką Charlesa Rothschilda, bankiera i działacza ekologicznego. W pracy naukowej była światowym autorytetem w dziedzinie pcheł. Jako pierwsza zbadała mechanizm skokowy pcheł oraz ich cykl reprodukcyjny. Autorka ponad 350 prac naukowych, a także książek poświęconych członkom rodziny: ojcu (Rothschild's Reserves – time and fragile nature) i stryjowi Walterowi (Dear Lord Rothschild). Działała na rzecz ochrony motyli w Wielkiej Brytanii.
Została odznaczona Orderem Imperium Brytyjskiego (DBE). Była członkiem Royal Society (FRS).

## Życiorys

### Dzieciństwo i młodość
Miriam Rothschild urodziła się w 1908 r. w Ashton Wold, niedaleko Oundle w Northamptonshire. Jej ojcem był Charles Rothschild, ze słynnej żydowskiej rodziny bankierów, a matką Rozsika Edle Rothschild (née von Wertheimstein), węgierska sportsmenka. Jej bratem był Victor Rothschild, trzeci Baron Rothschild, a jedną z jej sióstr Pannonica Rothschild (Baronowa Nica de Koenigswarter), entuzjastka bebop jazz i patronka muzyków Theloniousa Monka i Charliego Parkera.
Jej ojciec opisał około 500 nowych gatunków pchły, a jej wuj Lionel Walter Rothschild zbudował prywatne muzeum naturalnej historii w Tring. W wieku około czterech lat zaczęła zbierać biedronki, gąsienice, i oswoiła przepiórkę. Podczas rodzinnych obchodów jej szóstych urodzin na wakacjach w Austro-Węgrzech wybuchła I wojna światowa. Rodzina złapała pierwszy możliwy pociąg na zachód, ale napotkała problem z zapłatą za bilety i była zmuszona do pożyczenia pieniędzy od węgierskiego pasażera, który skomentował: „To najdumniejszy moment mojego życia. W życiu bym nie pomyślał, że rodzina Rothschild będzie chciała ode mnie pożyczyć pieniądze!”. Gdy miała 15 lat, zmarł jej ojciec i zaopiekował się nią wuj. Była uczona w domu do momentu, gdy w wieku 17 lat zażądała, że chce iść do szkoły. Zaczęła uczęszczać na wieczorne kursy z zoologii w Chelsea College of Science and Technology.

### 1930-1940
W latach 30. studiowała mięczaki Nucula i ich pasożyty przywry w Marine Biological Station w Plymouth. Dzięki majątkowi rodziny nigdy nie musiała starać się o dotacje i fundusze naukowe, przez co, w połączeniu z jej brakiem formalnej edukacji, tytułowała się jedynie ośmioma doktoratami honorowymi – pozostawała „amatorką”.
Przed wybuchem II wojny światowej naciskała na rząd Wielkiej Brytanii by wpuszczono więcej Żydów uciekających z nazistowskich Niemiec. Podczas wojny pracowała jako łamacz tajnych kodów w Bletchley Park.
W 1943 r. wyszła za mąż za George'a Lane'a, komandosa II wojny światowej, niepraktykującego węgierskiego Żyda, którego nazwisko zmieniono z Lanyi dla bezpieczeństwa. Małżeństwo zostało anulowane w 1957 r., a w 1963 r. Lane ożenił się z Elizabeth Heald, córką sir Lionela Healda.

## Nauka i entomologia
Rothschild była wiodącym autorytetem w dziedzinie pcheł. Była pierwszą osobą która opisała mechanizm odpowiedzialny za ich skakanie. Powiązała cykl reprodukcyjny pcheł ze zmianami hormonalnymi zachodzącymi w królikach, na których owe pchły żyły. Jej książka na temat pasożytnictwa o tytule „Fleas, flukes & cuckoos” była wielkim sukcesem.  Kolekcja Pcheł Rothschild (ufundowana przez Charlesa Rothschild) jest teraz częścią kolekcji Muzeum Historii Naturalnej w Londynie, a jej katalog kolekcji (we współpracy z G.H.E. Hopkins) jest uznawany jako dzieło naukowe.
W latach 60. była członkiem szkoły genetycznej w Oksfordzie, gdzie poznała genetyka ekologicznego E.B. Forda. Była jego bliską znajomą i pomagała mu toczyć kampanię na rzecz legalizacji homoseksualizmu.
Rothschild napisała książki o swoim ojcu („Rothschild's Reserves – time and fragile nature”) i wuju („Dear Lord Rothschild”). Napisała około 350 artykułów o entomologii, zoologii i innych dziedzinach.

## Fundusze na badanie schizofrenii i terapii artystycznej
Rothschild założyła Schizophrenia Research Fund w 1962 r., niezależną publiczną instytucję charytatywną mająca na celu „rozwój wiedzy o zapobieganiu i leczeniu wszystkich form chorób psychicznych, a w szczególności schizofrenii”. W marcu 2006 r., po jej śmierci, nazwa funduszu została zmieniona na Miriam Rothschild Schizophrenia Research Fund.